# Prosiek
Prosiek (in ungherese Prószék) è un comune della Slovacchia facente parte del distretto di Liptovský Mikuláš, nella regione di Žilina.